# Pavlova Corona
Pavlova Corona est une corona, formation géologique en forme de couronne, située sur la planète Vénus par 14,5° N et 40° E. Elle est localisée dans le quadrangle de Mead. Elle a été nommée en référence à Anna Pavlova, danseuse de ballet russe (1881-1931). 

## Géographie et géologie
Pavlova Corona couvre une surface circulaire d'environ 440 km de diamètre. Cette formation fait partie des 59 coronae de plus de 400 km de diamètre sur la surface de Vénus.